# Ничего без женщин
Ничего без женщин (фр. Rien sans les Femmes) — это неправительственная организация в Африке.
Феминистская организация «Ничего без женщин» создана в Демократической Республике Конго в 2015 году для усиления роли женщин в политической жизни страны.

## История
Организация «Ничего без женщин» учреждена в марте 2015 года и представляет собой коалицию международных неправительственных организаций и местных женских групп на востоке Демократической Республики Конго. Группа собрала более 200 тысяч подписей и провела марши в Букаву и Увире в Южном Киву и Гоме в Северном Киву. К маршу в Букаву присоединилось более 6000 человек. В результате в августе 2015 года в Демократической Республике Конго был успешно принят Закон о паритете.

## Цели
У организации две цели: обеспечить принятие Закона о паритете в Демократической Республике Конго и пересмотреть закон о выборах, чтобы гарантировать включение женщин-кандидатов во все избирательные списки. Организация участвует в мероприятиях ООН, посвященных повестке дня женщин и занимается защитой прав женщин.

## Деятельность
К 2017 году организация объединила более 160 женских правозащитных организаций со всей страны. её кампании можно было легко узнать по использованию ткани с яркими узорами, которую участницы носили в качестве платков, платьев, юбок или сумок.
В августе 2018 года представитель группы Соланж Лвашига Фураха выразила обеспокоенность тем, что только 12% кандидатов на всеобщих выборах 2018 года составляют женщины: «Тот факт, что кандидатов-женщин менее 15 процентов, является серьезной проблемой. Большая часть общества в Демократической Республике Конго по-прежнему сдержанно относится к тому, что женщины могут голосовать. Не хватает ресурсов в рамках избирательных кампаний, не хватает ресурсов, чтобы побудить избирателей выйти и проголосовать за женщин...»

## Статистика
Организация объединяет более 300 женских движений и групп в Демократической Республике Конго.